# ASL Airlines Ireland
ASL Airlines Ireland is een Ierse luchtvaartmaatschappij, gevestigd in Dublin. Het onderhoudt vrachtvervoer, lijndiensten en chartervrachtservices binnen Europa.

## Geschiedenis
De luchtvaartmaatschappij werd opgericht in 1972 als AirBridge Carriers in East Midlands. De naam Hunting Cargo Airlines werd in september 1992 aangenomen en veranderde in Air Contractors toen de luchtvaartmaatschappij van Compagnie Maritime Belge and Safair in juni 1998 overgenomen werd en deze naar Ierland verhuisde. In 2015 werd de naam gewijzigd in ASL Airlines Ireland. Het bedrijf is onderdeel van ASL Aviation Holdings.
ASL Airlines vliegt cargoroutes voor verschillende vervoerders zoals FedEx, DHL en de Franse Posterijen (Aeropostale).